# Furcula obsoleta
Furcula obsoleta är en fjärilsart som beskrevs av Haanshus. 1928. Furcula obsoleta ingår i släktet Furcula och familjen tandspinnare. Inga underarter finns listade i Catalogue of Life.